# Contact (Computerspiel)
Contact ist ein Computer-Rollenspiel für den Nintendo DS, das erstmals in Japan am 30. März 2006 von Marvelous Interactive veröffentlicht wurde. Contact wurde von Grasshopper Manufacture entwickelt, dem Studio, dass unter anderem für killer7 verantwortlich war. Das Spiel wurde von Rising Star Games für den europäischen Markt lokalisiert, den Vertrieb in Deutschland übernahm die dtp entertainment AG. In Deutschland wurde das Spiel am 2. Februar 2007 veröffentlicht.

## Handlung
Die Geschichte beginnt damit, dass ein namenloser Professor durch das Weltall fliegt, um einem mysteriösen Feind zu entkommen. Während der Fahrt nimmt der Spieler Kontakt mittels Touchscreen auf, woraufhin der Professor abgeschossen wird und notlanden muss. Er beauftragt einen Jungen namens Terry, ihm dabei zu helfen, das Raumschiff wieder startfertig zu machen. „Der Spieler“ ist eine separate Person der Handlung, welcher vom Professor unterrichtet wird, wie er Terry steuern und so die Handlung lenken kann. Terrys Aufgabe besteht nun darin, die auf der ganzen Welt verteilten Antriebskristalle des Raumschiffs zu suchen.

## Spielmechanik
In Contact spricht der Professor direkt zum Spieler und weiß von seiner Existenz. Zudem weicht das Spiel in jener Hinsicht von anderen Rollenspielen ab, als dass die Belohnung mit Erfahrungspunkten unmittelbar, also schon im Kampf, erfolgt, um das Echtzeitkampfsystem zu ergänzen. Anders als in anderen Rollenspielen, in welchen mehrere Statuswerte nach einem Kampf gleichzeitig verbessert werden, wird in Contact jeder Statuswert individuell bewertet, je nachdem, was für Aktionen eingesetzt wurden. Ein Beispiel: Terry nimmt Schaden, seine Verteidigungswerte steigen, Terry attackiert einen Gegner, seine Stärke steigt. Dieses System wird auch von Final Fantasy II, der SaGa-Reihe und dem Onlinespiel RuneScape verwendet.
Als eine lose Verbindung zu Killer 7 besitzt das Spiel ein Kostümsystem, welches Terry in verschiedene Kostüme schlüpfen lässt. Bis zu 8 Kostüme kann der Spieler während des Spiels erhalten, diese lassen Terry beispielsweise zu einem Fischer oder einem Koch werden. Durch Kostüme steigen jeweils bestimmte Statuswerte und Fertigkeiten.
Neben den kostümbasierten Fertigkeiten besitzt Terry waffenbasierte Fertigkeiten. Im Spiel lassen sich eine Menge Waffen finden, die sich vor allem in stumpfe Waffen, schneidende Waffen und keine Waffe (Faust) aufteilen lassen. Die Fertigkeiten lassen sich verbessern, in dem man den jeweiligen Typ von Waffe im Kampf verwendet. Jeder Feind hat eine Schwäche für einen bestimmten Typ, weshalb der Spieler dazu angehalten wird, im Kampf zwischen den verschiedenen Waffenkategorien zu wechseln, um den Schwachpunkt ausfindig zu machen. Das Waffensystem ist eine Variante von Secret of Mana und Vagrant Story.
Des Weiteren lassen sich im Spiel Sticker auf Terry kleben, um ihm weitere Kräfte zu spendieren. Die Sticker lassen sich außerdem für das Attackieren von Feinden oder dem Heilen von Wunden verwenden.
Statuswerte wie „Karma“ oder „Berühmtheit“ beeinflussen Terrys Verhältnis zu den Nichtspielercharakteren. Dem Spieler steht es frei, die Nichtspielercharaktere zu attackieren, was damit enden kann, dass die Bevölkerung Terry attackiert, sobald sie ihn sehen.
Das Spiel enthält zudem eine Anzahl an Minispielen im Grafikstil von alten Atari-2600-Spielen, unter anderem ein Formel-1-Rennspiel oder ein vertikal scrollendes Rollenspiel, das an Castlevania II erinnern soll.

### Onlinefunktion
Das Spiel macht ähnlichen Gebrauch der Nintendo Wi-Fi Connection wie das Spiel Animal Crossing: Wild World. Wenn der Spieler im Singleplayer eine spezielle Insel erreicht, werden alle Spieler, die vorher durch die Nintendo Wi-Fi Connection üblichen Friendcodes kontaktiert wurden, als Nichtspielercharaktere dargestellt, die Tipps und Gegenstände mit dem Spieler austauschen. Bis zu 8 Spieler können als NSCs auf der Insel untergebracht werden.

### Visueller Stil
Das Bild des oberen Bildschirms des Nintendo DS wird stets in einem simplen Stil dargestellt, der an die Earthbound-Reihe erinnert. Hier hält sich der Professor auf und gibt dem Spieler und Terry, welcher sich im unteren Bildschirm aufhält, Anweisungen. Das Bild des unteren Bildschirms wird in einem vorgerenderten, sehr detailliertem Stil dargestellt. Sollte sich der Professor einmal im unteren Bildschirm, oder Terry im oberen aufhalten, kommt ein interessanter Mix beider Stile zustande.
Die unterschiedlichen Stile wurden ausgewählt „um deutlich zu machen, dass sich der Spieler und der Professor gegenüber fremd sind. Sie müssen miteinander kommunizieren und agieren, um es durch das Spiel zu schaffen“ und „Gefühle von Nostalgie zu erwecken, so wie das Zusammenspiel von reeller und Spielwelt.“

## Pressewertungen
Gamebrink bewertete das Spiel mit 9,0 von 10,0 Punkten und verglich die Statistiken und das Levelsystem mit Spielen wie The Elder Scrolls IV: Oblivion. Die Seite lob die Handlung, das Berufssystem und vor allem die Musik, aber beschreibt die Kämpfe als „ziemlich seicht“. Andererseits bekam das Spiel von Nintendo of Americas hauseigener Zeitschrift Nintendo Power eine Wertung von 6,5 von 10,0 Punkten. Die größten Schwachstellen seien, dass das Spiel frustrierend und zu schwer, sowie die Spielziele beschränkt und nicht innovativ seien. Von anderen Zeitschriften und Internetseiten erhielt das Spiel überwiegend durchschnittliche Wertungen, so betrug die Durchschnittswertung laut Gamerankings 73 %